# King's Quest: Quest for the Crown
King's Quest: Quest for the Crown (Quête de Roi: Quête pour la Couronne) est un jeu d'aventure sorti en 1984,  développé par Sierra On-Line, premier volet de la série King's Quest. Il est ressorti en 1987 en version améliorée, puis en 1989 un remake en pointer-cliquer.
C'est notoirement le premier jeu à introduire la profondeur dans un jeu d'aventure, ce qui a fait de lui un succès. La version originale tourne sur IBM PCjr.

## Synopsis
Le roi de Daventry est vieux et se meurt. Avant de pousser son dernier soupir, il appelle son chevalier le plus fidèle et le plus courageux, Sire Graham. Le roi a l'intention de lui céder le trône, mais pour cela, il devra d'abord retrouver les trois grands trésors de Daventry qui, ayant fait autrefois sa gloire et sa prospérité, ont été dérobés. Ces trésors sont un miroir qui a le pouvoir de prédire le futur, un bouclier qui fait toujours gagner la guerre et un coffre qui est toujours rempli de pièces d'or. Si Graham parvient à tout restituer, il sera le nouveau roi de Daventry.

## Versions
- 1984 : King's Quest (ou King's Quest Classic), la version originale.
- 1987 : King's Quest: Quest for the Crown, version 2.0 du jeu comportant plusieurs améliorations.
- 1989 : King's Quest: Quest for the Crown, portage sur Master System
- 1990 : King's Quest I: Quest for the Crown, remake.

## Remakenon officiel
- 2001 : King's Quest I: Quest for the Crown VGA, remake non officiel de Tierra[1]. En 2009, parait la version 2.0 du remake non officiel d'AGD Interactive.

## Accueil
- Adventure Gamers : 3/5[2]